# Пам'ятник жертвам комунізму (Лодзь)
Па́м'ятник же́ртвам комуні́зму в Ло́дзі (пол. Pomnik Ofiar Komunizmu w Łodzi) — пам'ятник у польському місті Лодзь, присвячений пам'яті жертв комуністичного режиму 1919–1989 років.
Відкритий 12 грудня 2009 на алеї Карла Анстада в Лодзі, де в часи Другої світової війни розміщалося гестапо, а в 1945−1956 роки — воєводське управління громадської безпеки (СБ). Пам'ятник присвячений пам'яті жителів колишньої Східної Польщі, що постраждали в часи радянського вторгнення в 1919–1920, жертвам розстрілу під Катинню, жертвам придушення робочих протестів у грудні 1970 року, активістам «Солідарності» і жертвам воєнного стану 1981–1983 років, вбитим, ув'язненим і репресованим.
За словами Президента Польщі Леха Качинського, цей пам'ятник буде «важливим символом національної пам'яті, а також попередженням щодо тоталітарних ідеологій і систем».

## Фотографії

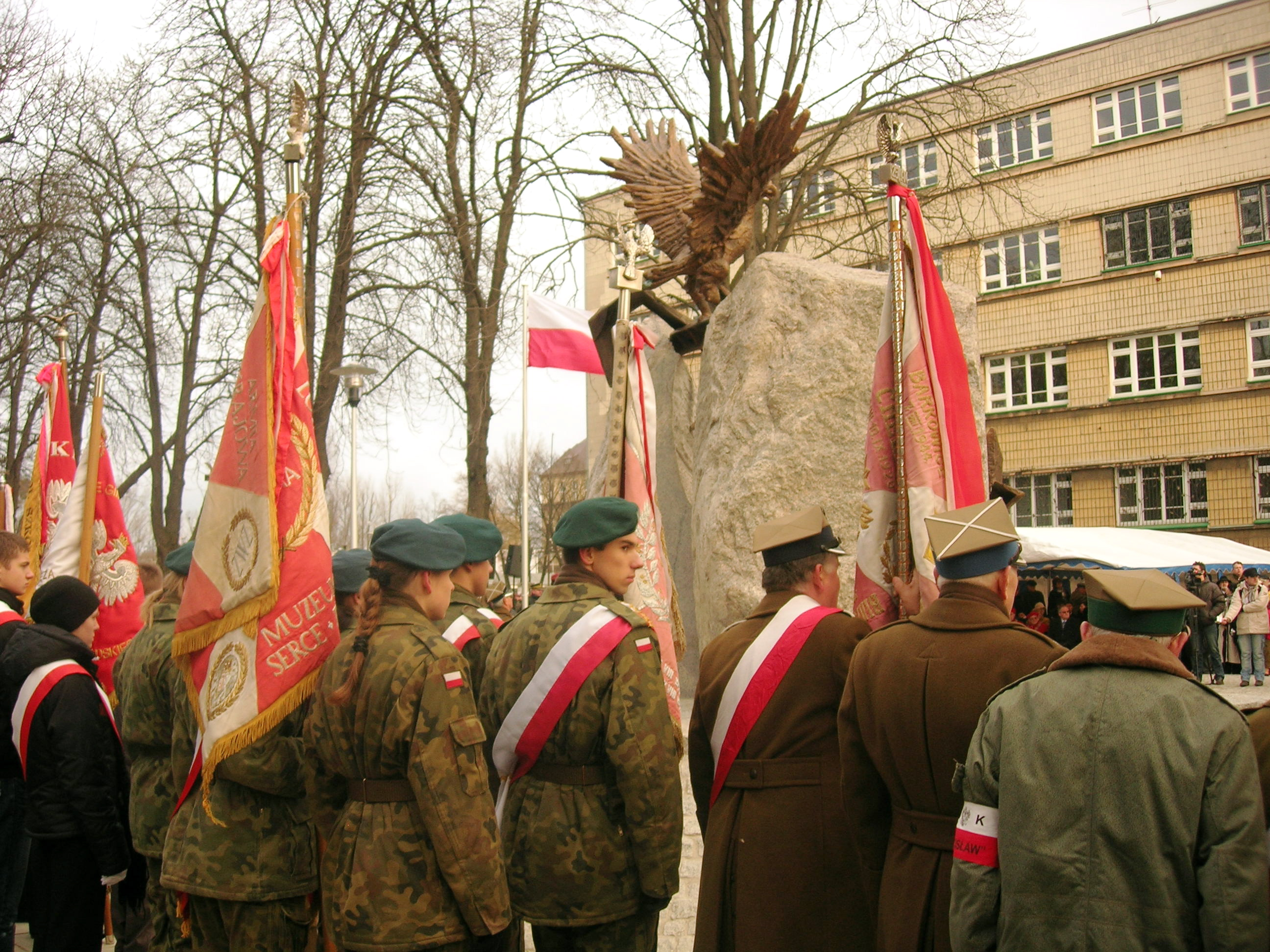
Відкриття пам'ятнику
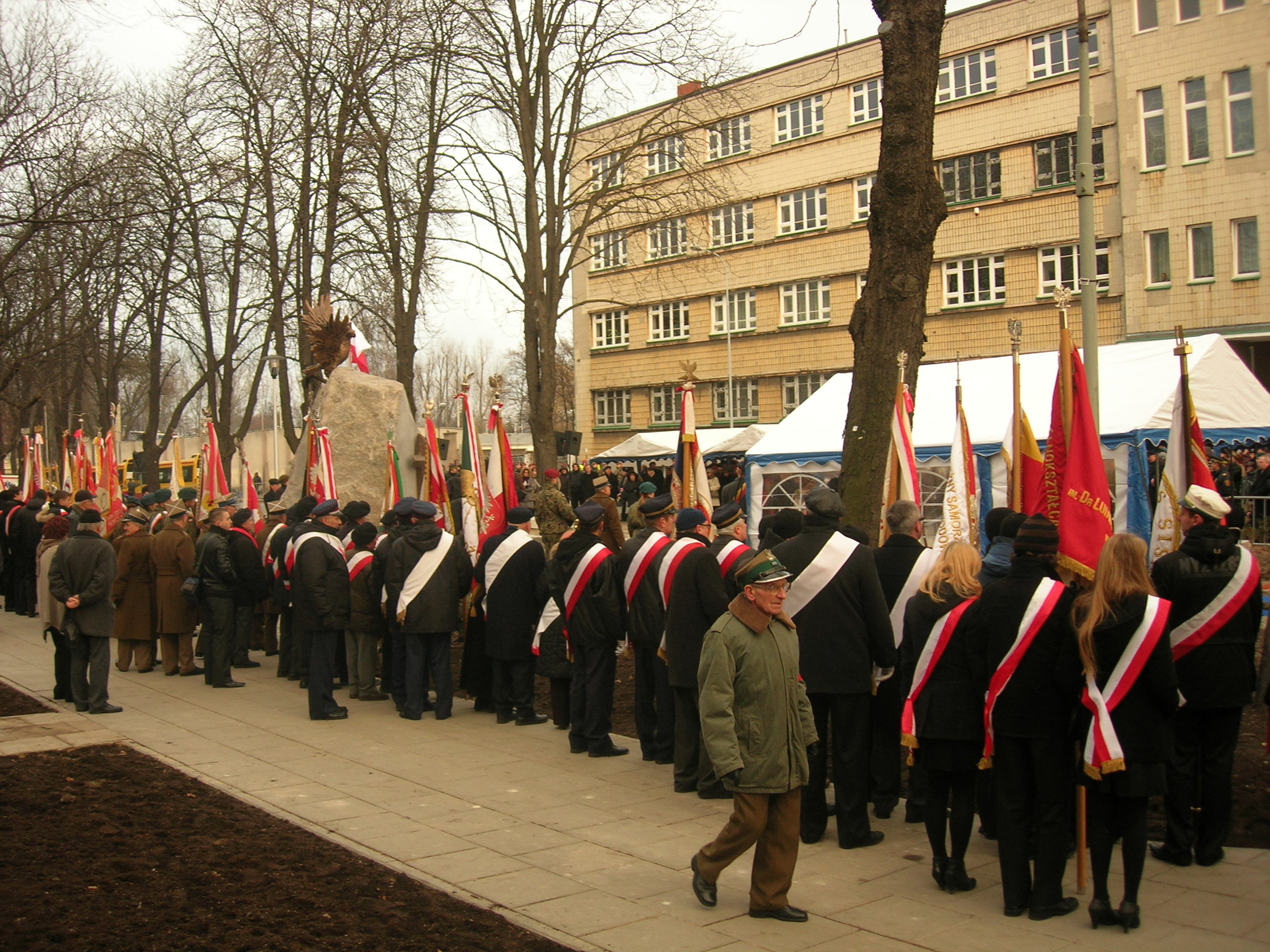
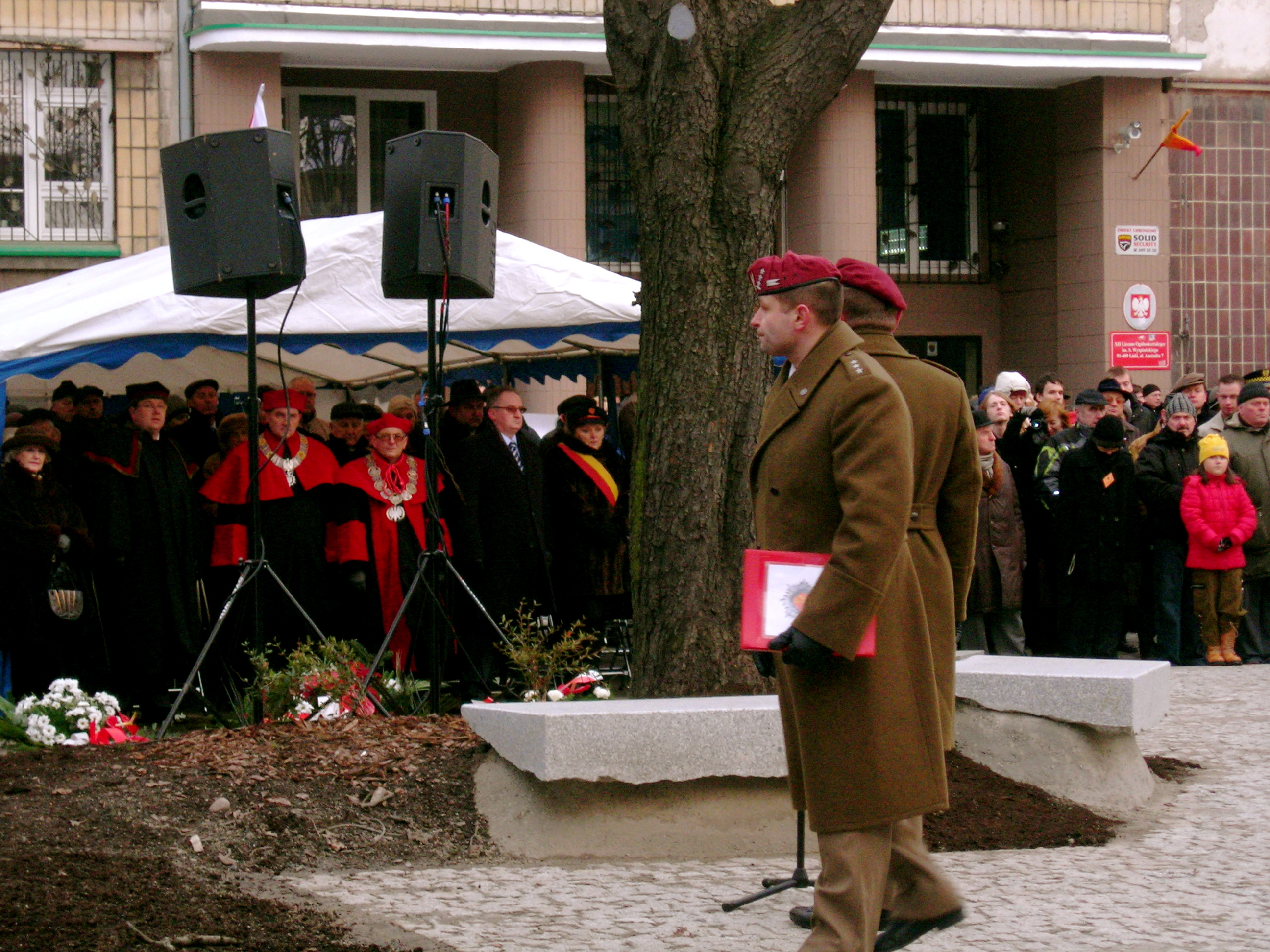
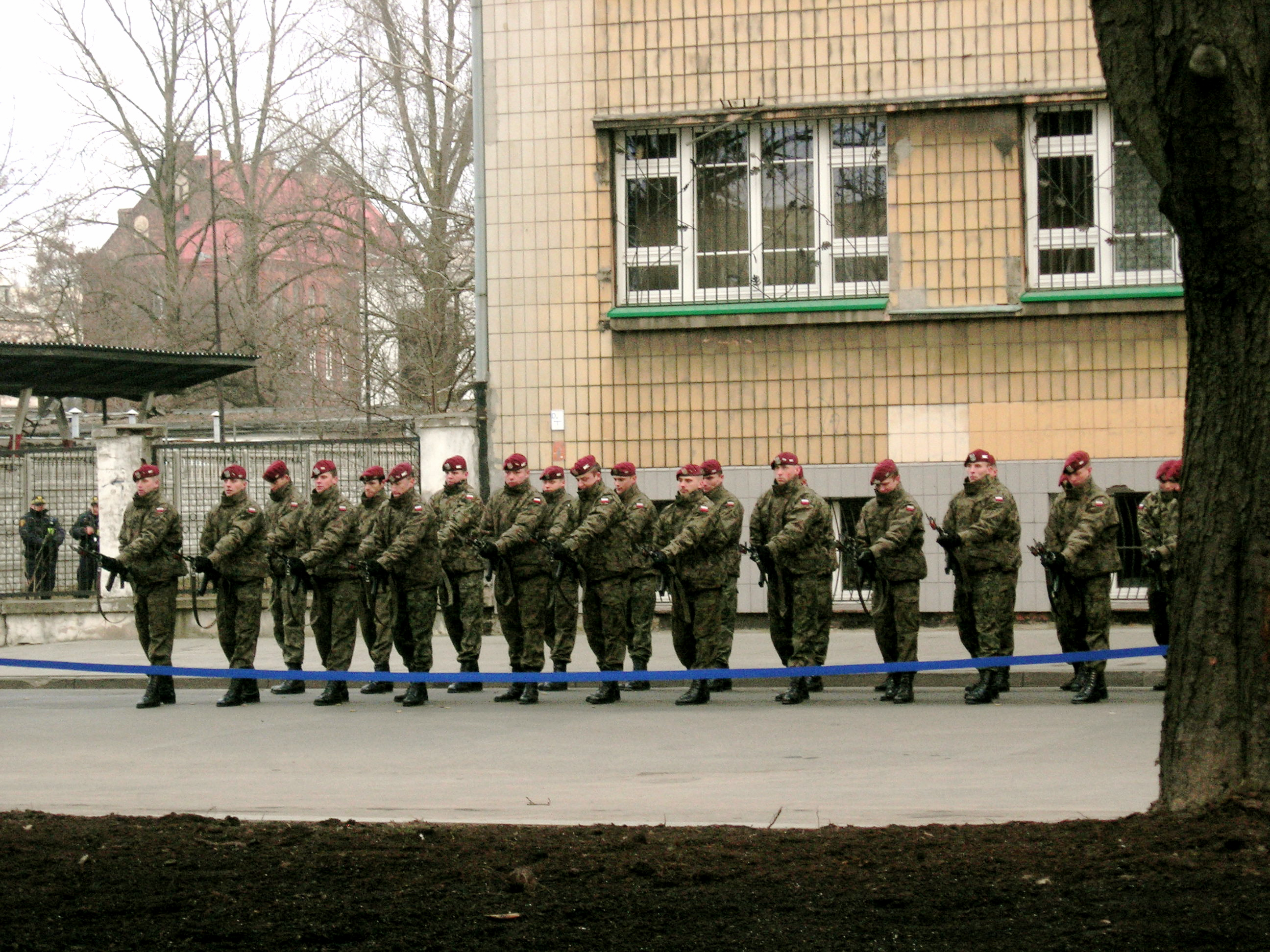
почесна варта
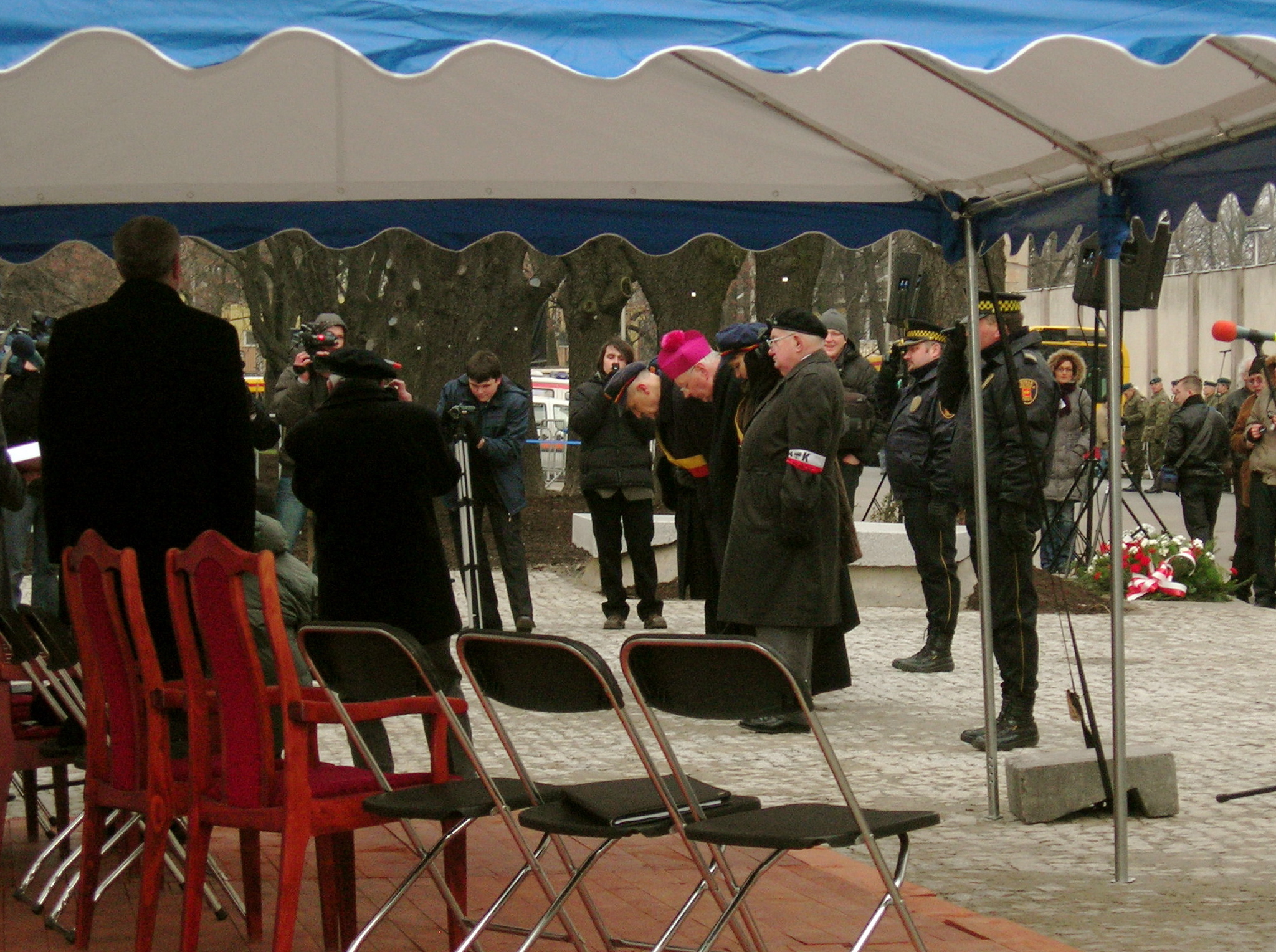
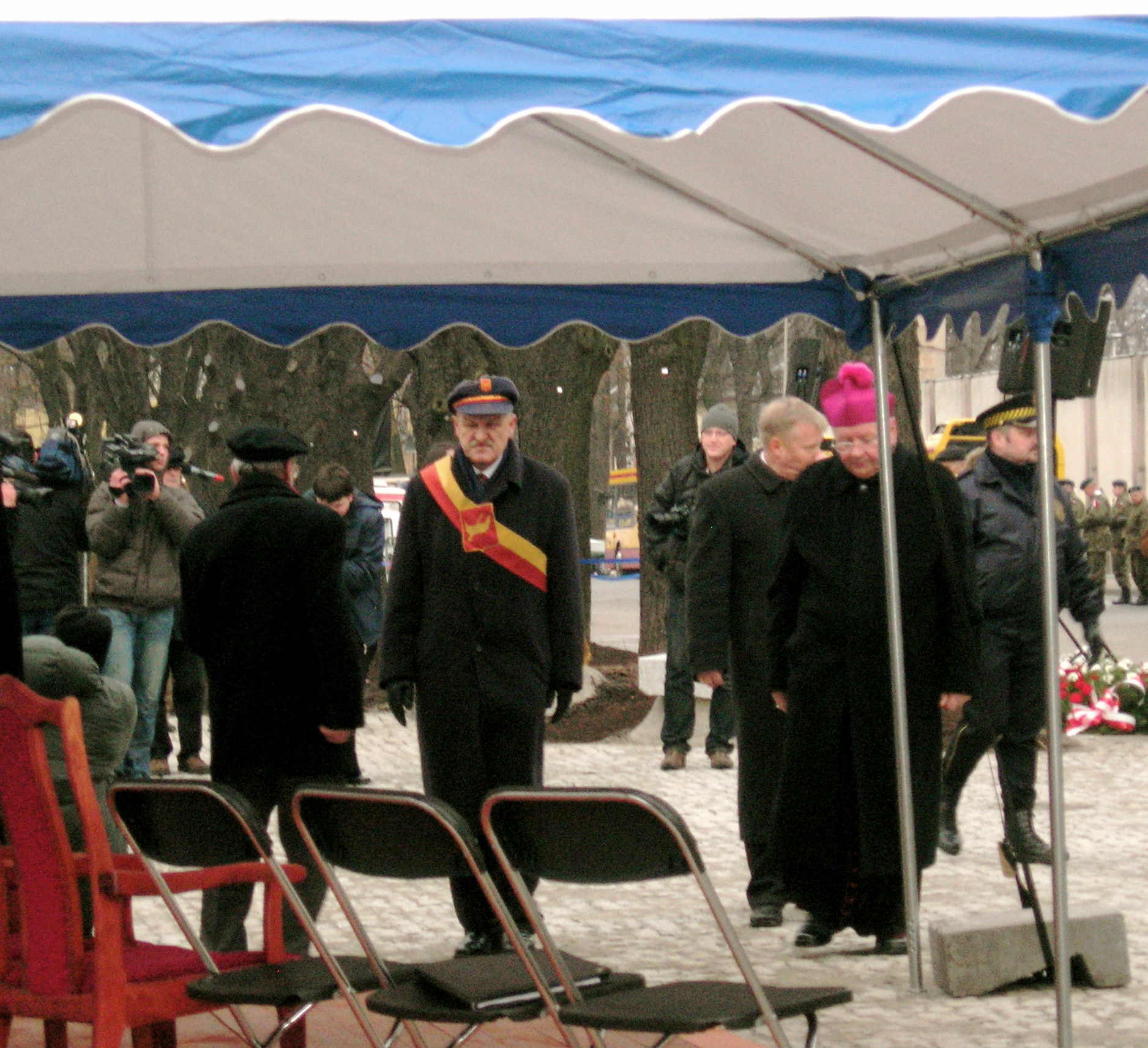
Митрополит Лодзький Владислав Жюлек і мер міста Єжи Кропівницький
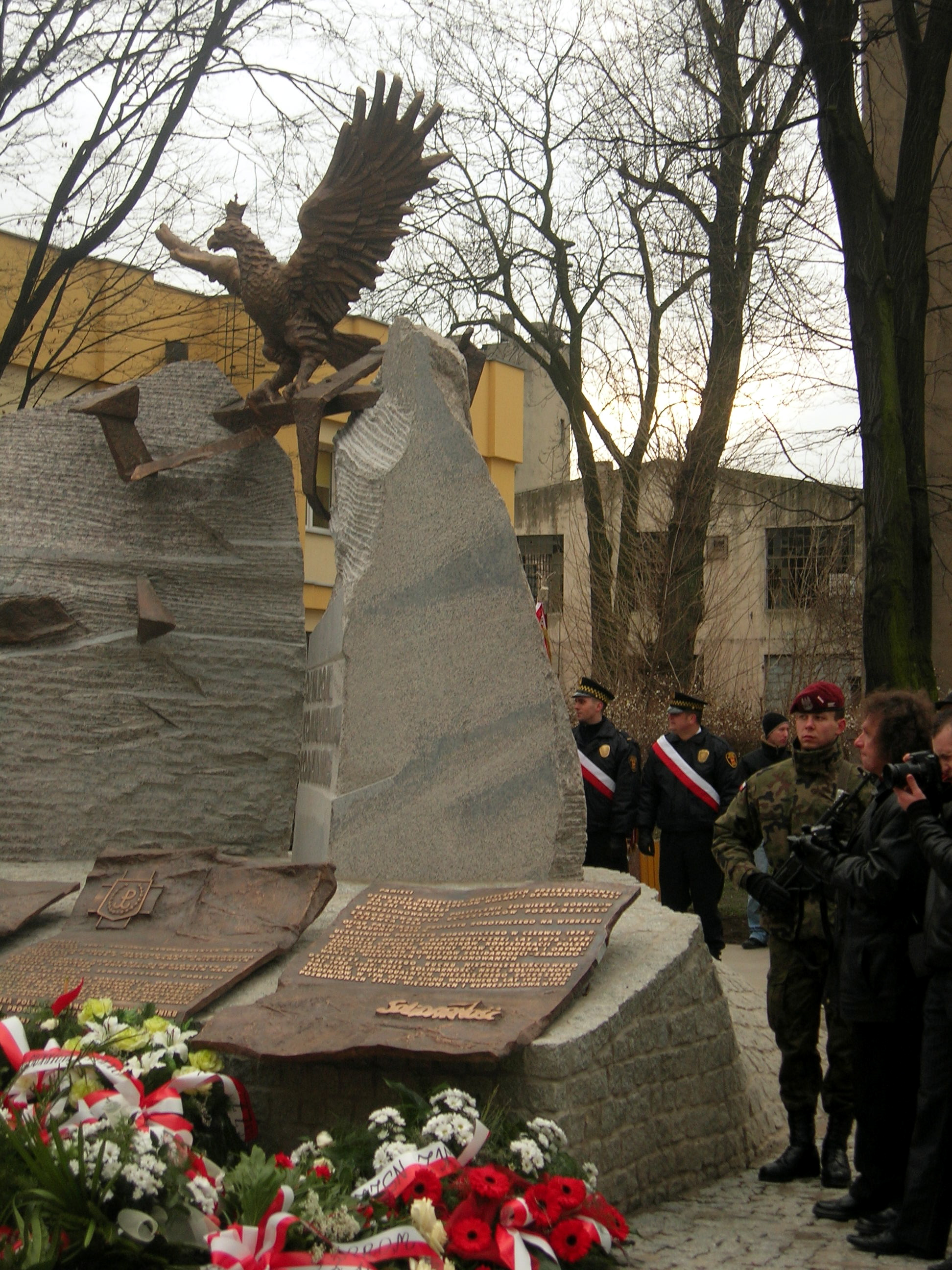
Пам'ятник жертвам комунізму
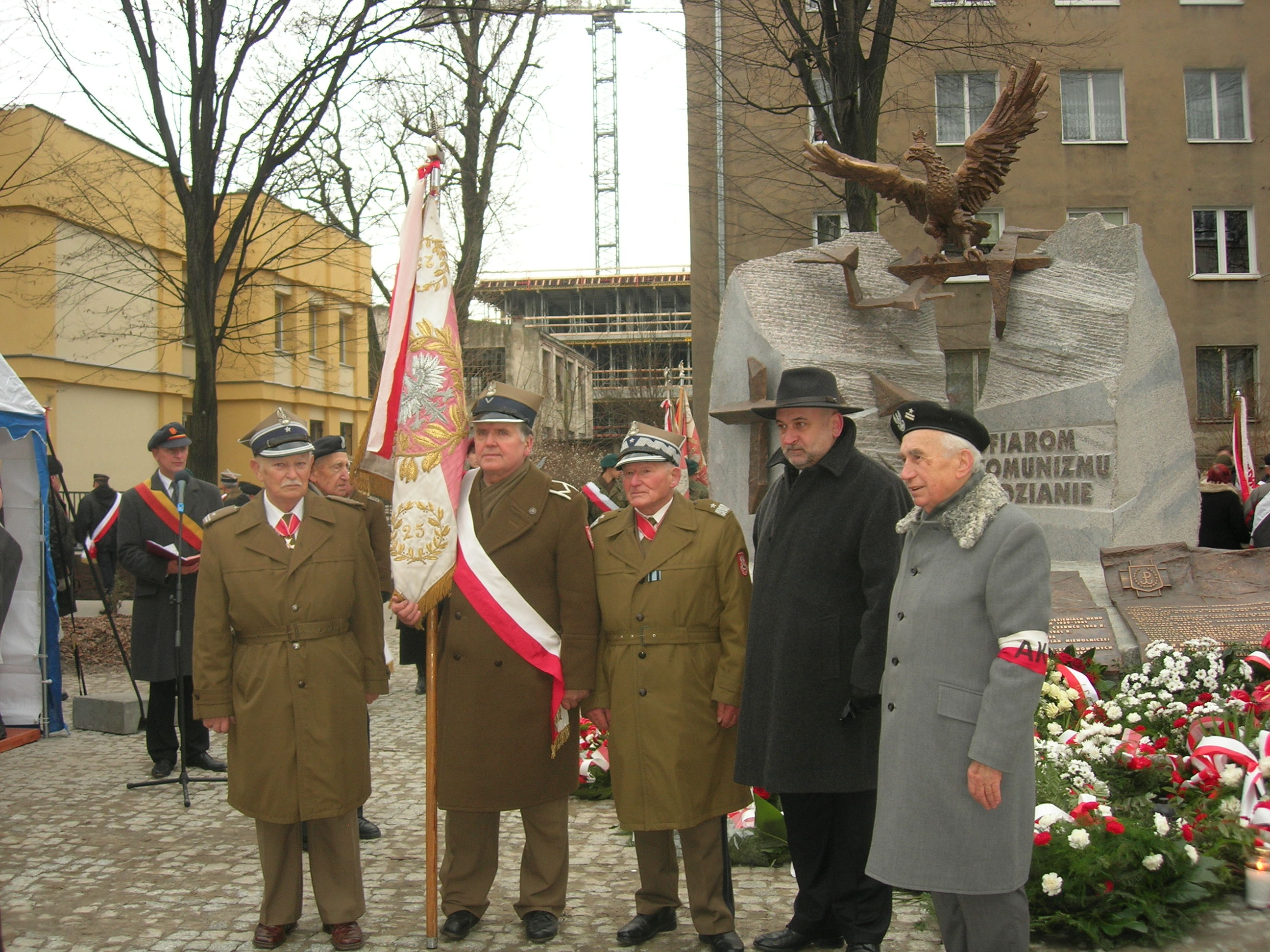
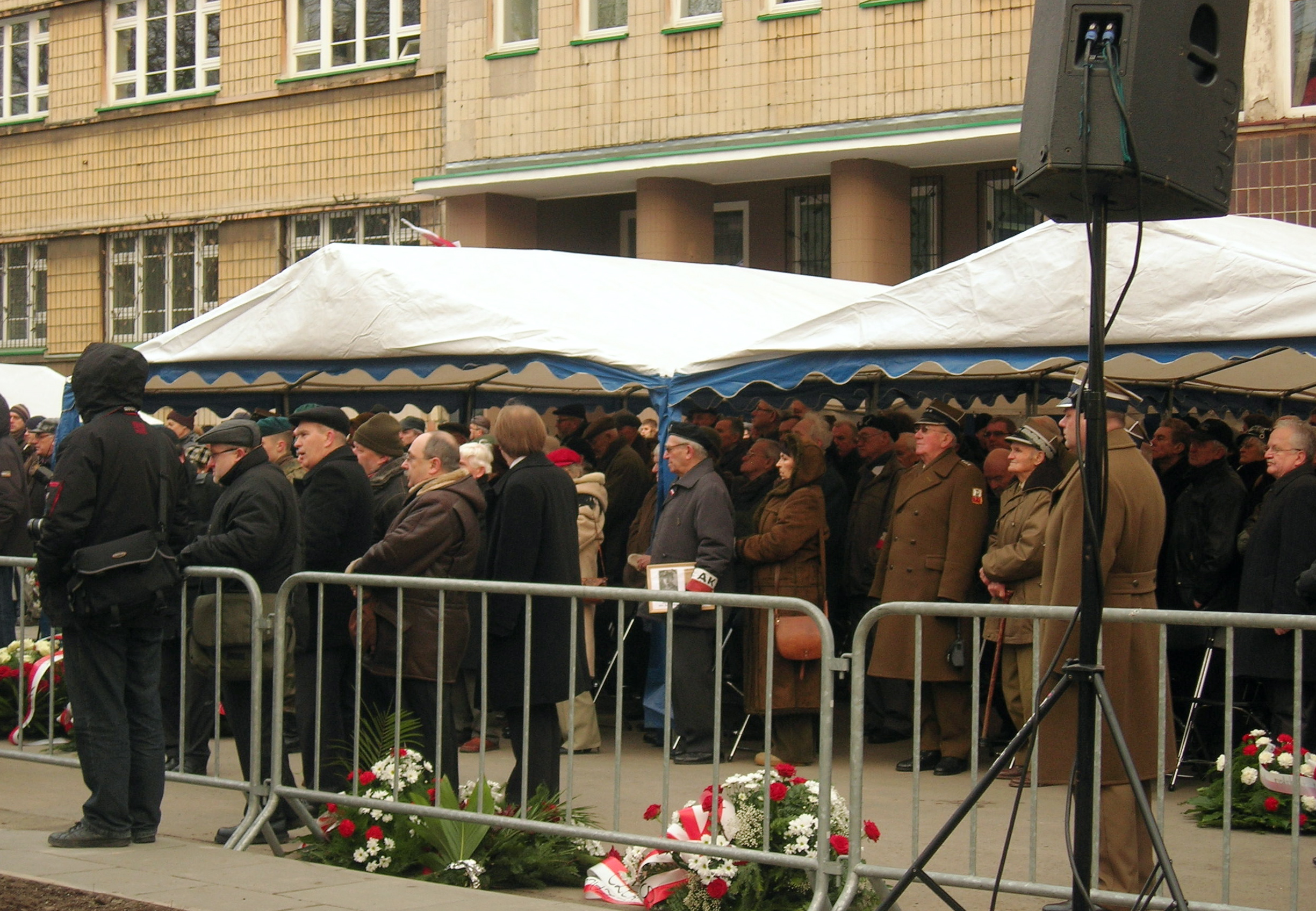
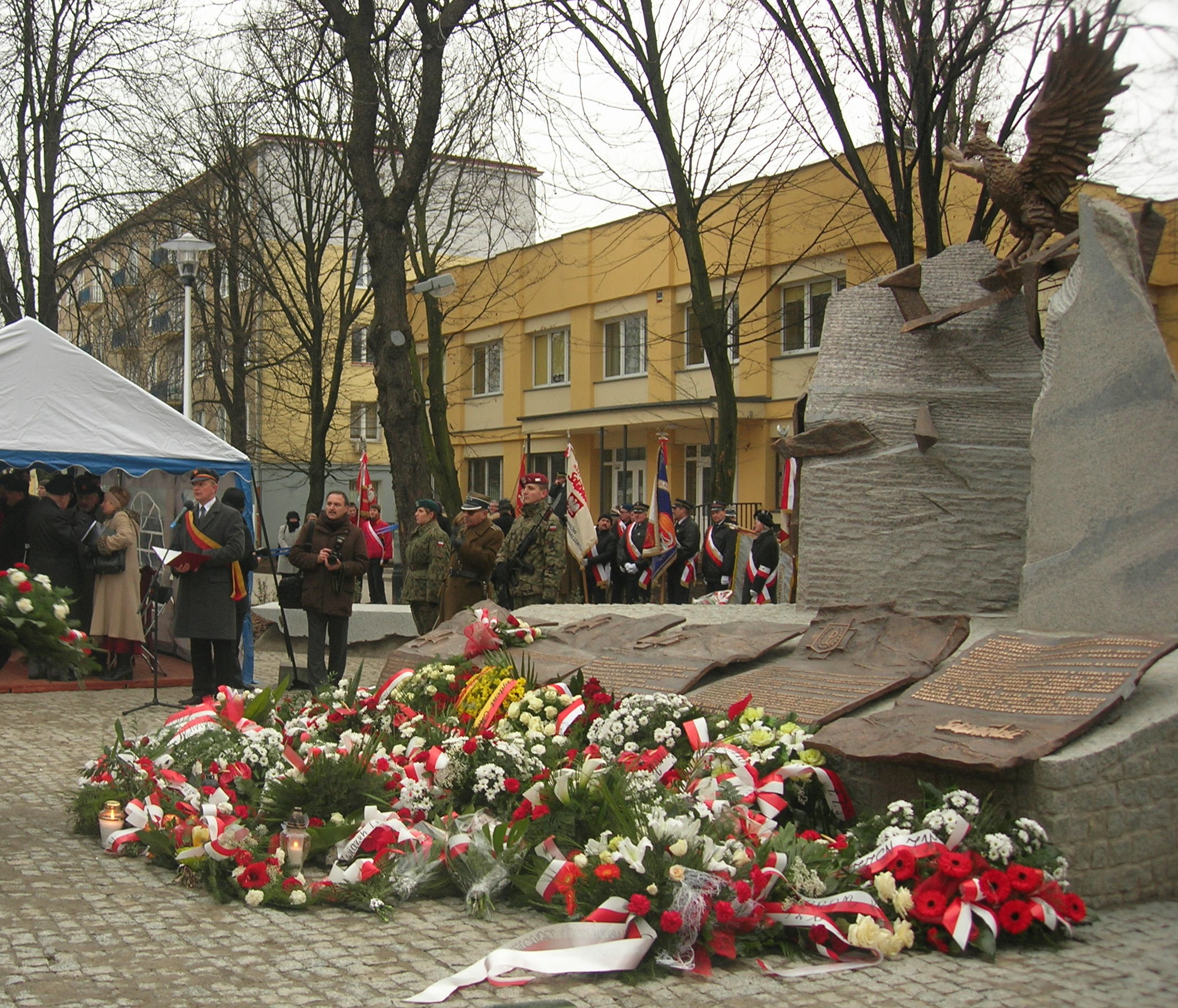
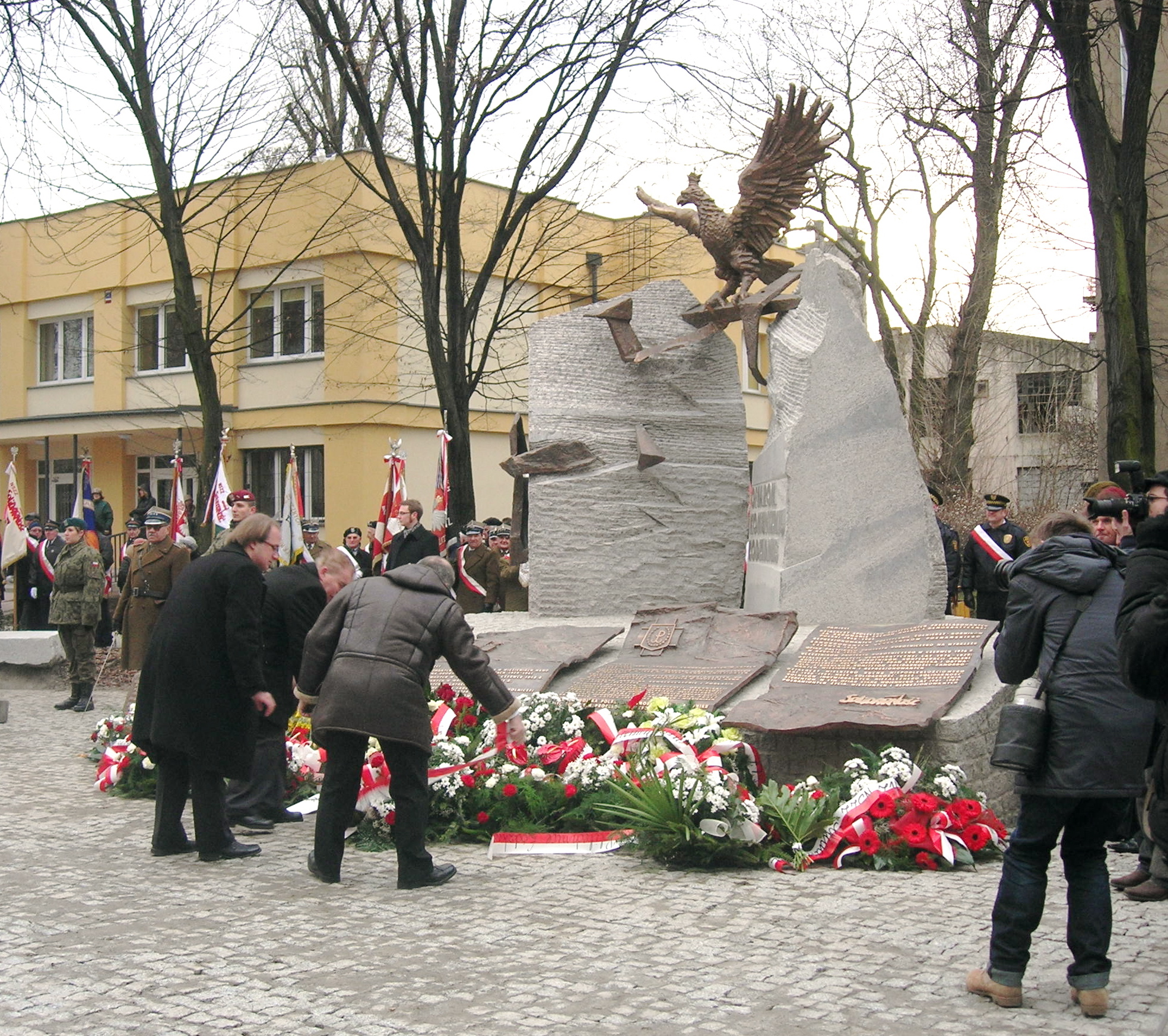